# Sphaerophoria hieroglyphicus
Sphaerophoria hieroglyphicus är en tvåvingeart som först beskrevs av Johann Wilhelm Meigen 1822.  Sphaerophoria hieroglyphicus ingår i släktet sländblomflugor, och familjen blomflugor.
Artens utbredningsområde är Österrike. Inga underarter finns listade i Catalogue of Life.